# Mietnomade
Mietnomaden ist eine umgangssprachliche Bezeichnung für Mieter einer Wohnung oder eines Hauses, die von vornherein nicht die Absicht haben, den entsprechenden Mietzins zu entrichten, und später, oft erst nach einer Räumungsklage oder auch Hals über Kopf, weiterziehen, ohne die Mietschulden zu begleichen.
Häufig werden dabei vor Einzug dem Vermieter falsche oder unzureichende Angaben gemacht (z. B. Verschleierung der Einkommen oder Verschweigen der Zahlungsunfähigkeit) oder es werden angebliche Mängel der Wohnung behauptet. Da solche Personen sich oft nicht für die Wohnung verantwortlich fühlen, kommt es auch vor, dass nach dem Auszug heruntergekommene oder vermüllte Wohnungen hinterlassen werden, auch kommt es vor, dass Bestandteile der Wohnung (Einbauküchen, Badezimmerkeramik, Installationen usw.) demontiert und mitgenommen oder veräußert wurden. In Deutschland sind nach dem Strafgesetzbuch sowohl der Mietbetrug als auch das Vortäuschen der entsprechenden Zahlungsfähigkeit (Eingehungsbetrug) gemäß § 263 StGB strafbar. In der Schweiz gilt das als Vermögensschaden zur eigenen Bereicherung gemäß Art. 146 StGB.

## Begriff
Der Begriff Mietnomaden leitet sich von der nicht dauerhaft sesshaften Lebensweise von nomadischen Wandervölkern her. Er wurde in den letzten Jahren häufig in den Medien verwendet. Schätzungen zufolge bezifferte sich der jährliche Schaden für die Vermieter in Deutschland im Jahr 2009 auf 200 Mio. €. Eine wissenschaftliche Untersuchung (Mieterschutz und Investitionsbereitschaft im Wohnungsbau – Mietausfälle durch sogenannte Mietnomaden) der Forschungsstelle Immobilien der Universität Bielefeld von 2010 schätzte das Problem geringer ein. Untersucht wurden im Gutachten rund 50 Fälle von Mietnomaden pro Jahr. Ein Gesamtbild über den Umfang gibt diese Studie aufgrund der geringen freiwilligen Betroffenenmeldungen allerdings nicht. Nach Auskunft der betroffenen Vermieter aus dem Gutachten lag der Schaden in 45 % der Fälle unter 5.000 €, bei 30 % unter 10.000 € und entsprechend bei 25 % der Fälle höher.

## Deutsches Mietrecht
Im Zuge der vom deutschen Bundesrat beschlossenen Mietrechtsreform vom 1. Februar 2013 wurde die Position von Vermietern gegenüber Mietnomaden gestärkt. Seit Inkrafttreten des Mietrechtsänderungsgesetzes (MietRÄndG) am 1. Mai 2013 können diese besser gegen Mietnomaden vorgehen.
Eine fristlose Kündigung kann der Vermieter nach deutschem Recht aussprechen, wenn der Mieter in zwei aufeinander folgenden Monaten mit mehr als einer Monatsmiete (§ 543 Abs. 2 Nr. 3a BGB) oder insgesamt mit dem Betrag von zwei Monatsmieten (§ 543 Abs. 2 Nr. 3b BGB) im Rückstand ist.
Wegen der notwendigen Wahrung gesetzlicher Fristen einerseits und der schleppenden Abarbeitung der Klagen infolge der Überlastung der Amtsgerichte andererseits kann es trotzdem mehrere Monate dauern, bis ein vollstreckbares Räumungsurteil ergeht und ein Gerichtsvollzieher mit der Vollstreckung beginnen kann. Hinzu kommt, dass der Vermieter die Kosten des Verfahrens sowie der Zwangsräumung und Renovierung selbst zu tragen hat, falls diese nicht vom Mieter eingetrieben werden können.
Seit der Mietrechtsänderung 2013 werden Räumungssachen von den Gerichten bevorzugt behandelt (§ 272 Abs. 4 ZPO). Zudem kann der Mietschuldner vom Gericht verpflichtet werden, Sicherheiten für die Mieten zu hinterlegen, die während des Verfahrens weiter anfallen. Bei Nichtbefolgen der Sicherheitsanordnung kann der Vermieter beschleunigt eine Räumung erwirken. Seit der Einführung der sogenannten Berliner Räumung kann der Vermieter die Wohnung auch durch einen Gerichtsvollzieher räumen lassen, sobald er über einen Räumungstitel verfügt, ohne die in der Wohnung verbliebenen Gegenstände abtransportieren und die Kosten für die Einlagerung tragen zu müssen. Ferner erhält der Vermieter mit der Gesetzesänderung einen neuen Anspruch im einstweiligen Verfügungsverfahren, wodurch er auch gegen ihm unbekannte oder angebliche Untermieter zügig einen Räumungstitel erwirken kann.

### Vorbeugung
Als präventive Maßnahmen gegen Mietnomaden werden in der deutschen Fachliteratur z. B. Möglichkeiten, sich umfassend u. a. über das Einkommen und Bonität potenzieller Mieter vor Abschluss eines Mietvertrags bzw. dem Beginn des Mietverhältnisses zu informieren oder auf Vertragsbasis genannt.
So wird u. a. vorgeschlagen, die Mietobjekte bzw. die Schlüssel dazu erst nach Zahlung (einer Rate) der Mietkaution und/oder nach Zahlung der ersten Miete zu übergeben.
Dass der Mietvertrag eine Klausel enthalten darf, nach der die Übergabe der Wohnung von der Zahlung der ersten Rate der Kaution und der ersten Monatsmiete abhängig gemacht wird, steht auch in einem Urteil des Landgerichts Bonn.
Für die Miete ist dazu eine Abweichung von § 556b Absatz 1 BGB im Mietvertrag notwendig.
Die Bonität des möglichen Mieters kann geprüft werden durch:
- Mietschuldenfreiheitsbescheinigungen[14]
- Schuldnerverzeichnisse der Amtsgerichte gemäß § 915 ZPO[15]
- amtliche Insolvenzbekanntmachungen[16]
- (Mietnomaden-/Wirtschafts-/Konsumenten-)Auskunfteien wie SCHUFA oder Creditreform[17]

## Versicherungsschutz
Mittlerweile bieten Versicherungsgesellschaften sogenannte Mietnomadenversicherungen an. Je nach Versicherung bekommen Vermieter die durch einen Mieter verursachten Mietausfälle und Sachschäden ganz oder teilweise ersetzt. Je versicherter Wohnung kostete der Schutz im Jahr 2012 jährlich zwischen 100 und 260 €. Die mit einer Räumungsklage verbundenen Gerichts- und Anwaltskosten sind über die Mietnomadenversicherung jedoch nicht abgedeckt.

## Hauskaufnomaden
Seit Anfang 2023 wird in den Medien zunehmend von Fällen sogenannter Hauskaufnomaden berichtet. Diese schließen Kaufverträge für Immobilien ab, haben aber ähnlich wie Mietnomaden nicht die Absicht, den Kaufpreis zu entrichten bzw. sind nicht einmal in der Lage dazu, haben aber den Verkäufer über ihre finanziellen Verhältnisse getäuscht. Nach Abschluss des Kaufvertrages bitten sie den Verkäufer, ihnen bereits vor Zahlung des Kaufpreises die Schlüssel auszuhändigen – etwa, um bereits ein paar Möbel abzustellen – und beziehen das Objekt. Zwar sehen Kaufverträge den Eigentumsübergang in der Regel erst nach vollständiger Zahlung des Kaufpreises vor, so dass der Käufer mit der Schlüsselübergabe noch kein Eigentum erwirbt. Mit der Schlüsselübergabe wird der Käufer jedoch zum Besitzer bzw. Mitbesitzer der Immobilie, so dass der Verkäufer ihm den Zutritt zu der Immobilie nicht mehr verwehren kann, ohne einen Räumungstitel zu erwirken. Zusätzlich zu den Problemen, die sich auch bei Mietnomaden ergeben, kann der Verkäufer das Objekt nicht anderweitig verkaufen, solange der ursprüngliche Kaufvertrag nicht rückabgewickelt ist. Weitere Probleme können sich ergeben, wenn der Verkäufer das zu verkaufende Objekt noch selbst bewohnt und die Hauskaufnomaden damit Zugang zu seiner Wohnung haben.
Wichtigster Schutz vor Hauskaufnomaden ist, die Schlüssel erst nach Kaufpreiszahlung auszuhändigen. Im Kaufvertrag sollte ein Rücktrittsrecht des Verkäufers für den Fall vereinbart werden, dass der Käufer den Kaufpreis nicht fristgerecht entrichtet. Finanzierungszusagen von Banken erfolgen in der Regel unter Vorbehalt und bieten daher keine Garantie.